# اکوتی رزیدنتال
اکوتی رزیدنتال (انگلیسی: Equity Residential) شرکت املاک آمریکایی است، که در سال ۱۹۶۹ تأسیس شد.